# Uwe Doering (Politiker, 1953)
Uwe Doering (* 1. Oktober 1953 in Berlin-Wedding) ist ein deutscher Politiker (SEW/Die Linke).

## Leben
Nach Abschluss der 10. Klasse machte Uwe Doering von 1970 bis 1973 eine Berufsausbildung zum Elektromechaniker bei der AEG. Danach arbeitete er bei der Firma weiter und war ab 1975 Mitglied des Betriebsrates. Ab 1980 war er im Rahmen seiner Betriebsratstätigkeit freigestellt. Von 1984 bis 1996 übernahm er den Posten als Betriebsratsvorsitzender sowie ab 1995/96 den Vorsitz des Gesamtbetriebsrats der Cegelec AEG AAS GmbH.
Uwe Doering war von 1972 bis 1990 Mitglied der Sozialistischen Einheitspartei Westberlins (SEW). In der SEW war er zudem Mitglied des Parteivorstands. Nach der Deutschen Wiedervereinigung war er von 1990 bis 2000 Sprecher der Vereinigung der Verfolgten des Naziregimes/Verband der Antifaschistinnen und Antifaschisten (VVN/VdA e. V. – bis 1990 VVN/VdA Westberlin) sowie von 1994 bis 2000 Co-Vorsitzender des Bundes der Antifaschisten in Berlin e. V.
Im März 1999 wurde er Mitglied der PDS. Dort war er von Herbst 2000 bis Mai 2006 Mitglied im Bezirksvorstand und von Februar 2002 bis Mai 2006 Vorsitzender der PDS im Bezirk Treptow-Köpenick.
Von 1995 bis 2016 war er Mitglied des Berliner Abgeordnetenhauses und dort ab Juni 1996 Parlamentarischer Geschäftsführer der PDS-Fraktion. Er war Mitglied im Ausschuss für Bauen und Wohnen sowie im Ausschuss für Wirtschaft, Technologie und Frauen. Er hatte einen Sitz im Ältestenrat des Berliner Parlaments und war zudem wirtschaftspolitischer Sprecher seiner Fraktion.